# إيمانول خوسيه
إيمانول خوسيه (بالإسبانية: Imanol Elías)‏ (17 أغسطس 1990 في إسبانيا - ) هو لاعب كرة قدم إسباني في مركز حراسة المرمى. لعب مع نادي سمورة ونادي ميرانديس.

## وصلات خارجية
- إيمانول خوسيه على موقع قاعدة بيانات كرة القدم.إي يو (الإنجليزية)
- إيمانول خوسيه على موقع Soccerway.com (الإنجليزية)
- إيمانول خوسيه على موقع AS.com (الإسبانية)